# بيت زرعة (الرجم)

تعديل مصدري - تعديل

بيت زرعة هي إحدى قرى عزلة غالب ربيعي بمديرية الرجم التابعة لمحافظة المحويت، بلغ تعداد سكانها 197 نسمة حسب تعداد اليمن لعام 2004.